# NGC 3481
NGC 3481 (również PGC 33097) – galaktyka spiralna (Sab), znajdująca się w gwiazdozbiorze Pucharu. Odkrył ją w 1886 roku Ormond Stone.